# Cvetoča grmulja
Cvetoča grmulja (znanstveno ime Artomyces pyxidatus) je gliva iz rodu grmulj (Artomyces).
V Sloveniji je redka in uvrščena na rdeči seznam. 

## Značilnosti
Ima grivast svetlo okrast do rjav trosnjak, ki je sestavljen iz številnih navpičnih vejic, ki se delijo v obliki črke U. Vršički so v obliki kronice, po čemer se razlikuje od podobnih vrst griv(Ramaria), ki spadajo v popolnoma drug red gob.
Bet je v dnišču tanek in iz njega se razraščajo vejice.

## Razširjenost in življenjski prostor
Je gniloživka in uspeva na preperelem lesu listavcev in iglavcev. Od pomladi do jeseni.

## Mikroskopske značilnosti
Trosi so brezbarvni, elipsasti, rahlo bradavičasti in amiloidni. Merijo 4–5 × 2–2,5 µm.

## Podobne vrste
- Artomyces microsporus je zelo podobna, le da so vejice bolj zgoščene in ima manjše trose.[3] V Sloveniji še ni bila opažena oziroma prepoznana.
- čopičasta griva (Ramaria stricta) je podobna, a ne raste na lesu in nima vršičkov v obliki krone.

## Uporabnost
Velja za užitno, a se je ne sme nabirati, ker je redka in ogrožena, ter uvrščena na rdeči seznam. 

## Galerija slik
- Vršički v obliki krone
- Pogled na vršičke od zgoraj